# Robert Jolly
Robert Jolly (1885, data de morte desconhecida) foi um ciclista britânico. Representou o Reino Unido em dois eventos nos Jogos Olímpicos de Londres, em 1908.